# Oana-Alexandra Cambera
Oana-Alexandra Cambera (n. 27 august 1980

, București, România) este o deputată română, aleasă în 2020 în circumscripția electorală nr. 25 ILFOV, pe listele Alianței USR PLUS. Este membră în Comisia pentru administrație publică și amenajarea teritoriului, unde a îndeplinit funcția de Secretar până în septembrie 2022, și Comisia pentru egalitatea de șanse pentru femei și bărbați. Din iunie 2023, este membră în Partidul REPER (REPER ― Reînnoim Proiectul European al României).